# 生協さくら病院
生協さくら病院（せいきょうさくらびょういん）は、青森県青森市にある精神科病院である。

## 概要
あおもり協立病院と同じく青森市内で全日本民主医療機関連合会（民医連）に加盟する医療機関。1965年、八甲病院として開設される。1981年には青森県の精神科病院初となる保護室を除く全病棟の開放病棟化を行った。

## 診療科
- 精神科・神経科[3]
  - アルコール依存症外来
- 心療内科[3]
- 内科[3]

## 認定・指定
- 保険医療機関[3]
- 労災保険指定医療機関[3]
- 精神通院医療指定医療機関[3]
- 指定自立支援医療機関（精神通院医療）[3]
- 精神保健指定医の配置されている医療機関[3]
- 精神保健及び精神障害者福祉に関する法律(昭和25年法律第123号)に基づく指定病院又は応急入院指定病院[3]
- 生活保護法指定医療機関[3]
- 無料低額診療事業実施医療機関[3]
- 依存症専門医療機関（アルコール健康障害）[4]

## 交通アクセス
- 青森市営バス：「青森駅前」停留所から「問屋口入口」停留所(所要時間約23分)から徒歩約6分[5]